# Shizuka Arakawa
Pour les articles homonymes, voir Arakawa (homonymie).
Shizuka Arakawa, née le 29 décembre 1981 à Shinagawa, un arrondissement spécial de Tokyo, est une patineuse artistique japonaise, médaille d'or de la discipline aux Jeux olympiques de Turin.
Elle commence le patinage à l'âge de six ans et remporte son championnat national en 1998 et 1999. Après une remise en question à la suite de ses mauvais résultats aux Jeux olympiques de Nagano, elle part s'entraîner aux États-Unis. Entraînée par Richard Callaghan, ancien entraîneur de Tara Lipinski, elle devient championne du monde en 2004 à Dortmund, puis championne olympique de patinage artistique aux Jeux olympiques de Turin en devançant l'Américaine Sasha Cohen et la Russe Irina Sloutskaïa.

## Biographie

### Carrière sportive

#### La consécration de Turin
Aux Jeux olympiques d'hiver 2006, Arakawa était en troisième position derrière Sasha Cohen et la Russe Irina Sloutskaïa avant le programme libre, Arakawa ayant patiné sur la Fantaisie Impromptue de Chopin pour son programme court.
Alors que Cohen et Slutskaya étaient les grandes favorites pour la médaille d'or, les deux chutèrent pendant le programme libre, ouvrant une voie royale à la patineuse Japonaise. Arakawa a ainsi empêché la Russie de réaliser le grand chelem (une médaille d'or dans chacune des disciplines du patinage).
Arakawa a patiné sur la Fantaisie pour violon de Puccini dans une tenue bleu ciel et violette pour son programme libre, réalisant notamment son fameux « Ina Bauer », une variation du spread-eagle mouvement. Elle a réalisé un programme sans faute qui a beaucoup plu aux juges, tant du point de vue artistique que technique, qui lui ont accordé au total 191,34 points, soit presque huit de plus que Cohen (183,36), Slutskaya terminant troisième avec 181,44 points. La victoire d'Arakawa est la première (lors d'une compétition olympique) à avoir été jugée avec le nouveau système de notation, qui n'utilise plus l'échelle traditionnelle sur 6,0, ayant pour but de favoriser plutôt les patineurs complets par rapport aux sauteurs. Ce nouveau système a été mis en place à la suite du scandale qui a remis en cause la crédibilité du patinage artistique pendant les Jeux olympiques d'hiver de 2002 à Salt Lake City.

Elle est la deuxième Japonaise à monter sur un podium olympique en patinage artistique, Midori Ito ayant remporté l'argent aux Jeux olympiques d'hiver de 1992 à Albertville, et à nouveau la deuxième Japonaise à gagner une médaille d'or pendant des Jeux olympiques d'hiver. La première Japonaise ayant réussi cet exploit est la skieuse freestyle Tae Satoya aux Jeux olympiques d'hiver de 1998 à Nagano.
Sa victoire donna au Japon sa première et seule médaille d'or de ces Jeux olympiques.

#### Retour au plus haut niveau
La victoire d'Arakawa lors de ces Jeux olympiques a été un formidable retour en forme pour celle qui n'avait terminé que 9e des championnats du monde de 2005 (après sa victoire en 2004 à Dortmund).
Devant composer avec une blessure au pied, un manque de motivation et le mal du pays (elle s'entraine aux États-Unis), de même qu'avec la concurrence de plus jeunes patineuses japonaises (notamment Yukari Nakano, Miki Ando et Mao Asada), elle a expliqué avoir plusieurs fois pensé à arrêter sa carrière, notamment à la suite des championnats du monde de 2004, par suite d'un manque de motivation. Il lui a fallu une longue année pour la retrouver. Sa contre-performance aux championnats du monde de 2005 a été le déclic qui l'a décidée à continuer un peu pour ne pas s'arrêter sur une aussi mauvaise note. En novembre 2005, elle fait appel au patineur artistique biélorusse Nikolai Morozov et lui demande de l'entraîner. Elle voulait un changement radical, englobant son entraîneur, ses costumes et ses programmes d'alors. Sachant qu'il fallait cela au moins pour avoir une chance aux Jeux olympiques de Turin, elle a de nouveau patiné sur le programme libre qui lui avait permis de remporter le titre mondial en 2004.
À la suite de sa victoire, Morozov a déclaré : « Oui, bien sûr j'ai été surpris. Je pensais qu'elle pouvait avoir une médaille, mais je ne pensais pas qu'elle pourrait gagner l'or. »
Arakawa de son côté a déclaré : « J'ai pensé arrêter. Je suis très heureuse d'avoir choisi de continuer. Je veux donner de l'espoir à tous ceux qui me regardent patiner. »

## Palmarès
| Compétition/Saison            | 1995    | 1996    | 1997    | 1998    | 1999    | 2000    | 2001    | 2002    | 2003    | 2004    | 2005    | 2006    |  |  |
| Jeux olympiques d'hiver       |         |         |         | 13e     |         |         |         |         |         |         |         | 1re     |  |  |
| Championnats du monde         |         |         |         | 22e     |         |         |         |         | 8e      | 1re     | 9e      |         |  |  |
| Quatre continents             |         |         |         |         | 6e      |         | 6e      | 2e      | 2e      | F       | F       | F       |  |  |
| Championnats du Japon         |         |         | 2e      | 1re     | 1re     | 5e      | 2e      | 2e      | 3e      | 3e      | F       | 3e      |  |  |
| Championnats du monde juniors | 8e      | 7e      | 8e      |         |         |         |         |         |         |         |         |         |  |  |
|                               |         |         |         |         |         |         |         |         |         |         |         |         |  |  |
| Grand Prix ISU                | 1994/95 | 1995/96 | 1996/97 | 1997/98 | 1998/99 | 1999/00 | 2000/01 | 2001/02 | 2002/03 | 2003/04 | 2004/05 | 2005/06 |  |  |
| Finale du Grand Prix          |         |         |         |         |         |         |         |         | 4e      | 3e      | 2e      |         |  |  |
| Skate America                 |         |         |         |         | 9e      |         |         | 4e      |         | 3e      |         |         |  |  |
| Skate Canada                  |         |         |         |         |         |         |         |         |         | 2e      |         |         |  |  |
| Coupe d'Allemagne             |         |         |         | 7e      |         | 5e      |         |         |         |         |         |         |  |  |
| Coupe de Chine                |         |         |         |         |         |         |         |         |         |         |         | 3e      |  |  |
| Trophée de France             |         |         |         |         |         |         | 9e      | 6e      |         | 2e      |         | 3e      |  |  |
| Coupe de Russie               |         |         |         |         |         |         | 7e      |         | 5e      |         | 2e      |         |  |  |
| Trophée NHK                   |         |         | 7e      | 6e      | 8e      | 5e      |         |         | 3e      |         | 1re     |         |  |  |
| Légende : F= Forfait          |         |         |         |         |         |         |         |         |         |         |         |         |  |  |